# Tolånga kyrka
Tolånga kyrka är en kyrkobyggnad i Tolånga. Den är församlingskyrka i Lövestads församling i Lunds stift.

## Kyrkobyggnaden
Kyrkan byggdes av gråsten i romansk stil under slutet av 1100-talet. Valvbågar tillkom på 1400-talet och smyckades med kalkmålningar. Samma århundrade uppfördes även tornet. På 1850-talet utvidgades kyrkan med korsarmar åt norr och söder. Samtidigt byggde man om koret och absiden.

## Inventarier
- Det gyllene altarskåpet med den apokalyptiska madonnan är av nordtyskt ursprung och tillverkades omkring 1470.
- Predikstolen är från 1600-talet.

### Orgel
- 1866 byggde Jöns Lundahl och Knud Olsen en orgel med 14 stämmor.
- Den nuvarande orgeln byggdes 1931 av A. Mårtenssons Orgelfabrik AB, Lund och är en pneumatisk orgel med fasta och fria kombinationer.

| Manual I           | Manual II       | Pedal         | Koppel   |
| Borduna 16´        | Principal 8'    | Kontrabas 16´ | I/P      |
| Principal 8´       | Gedackt 8'      | Subbas 16'    | II/P     |
| Rörflöjt 8'        | Salicional 8'   | Salicetbas 8' | II/I     |
| Viola 8'           | Voix celeste 8' |               | I 4'/I   |
| Oktava 4'          | Rörflöjt 4'     |               | II 16'/I |
| Rauschkvint 3 chor | Gemshorn 2'     |               | II 4'/I  |
|                    | Trumpet 8'      |               |          |